# 日本美術オーラル・ヒストリー・アーカイヴ
日本美術オーラル・ヒストリー・アーカイヴ（にほんびじゅつオーラル・ヒストリー・アーカイヴ）とは、日本の有志の美術研究者、キュレータによって行われている、日本の主に現代美術関係者を聞き取り対象にしたオーラル・ヒストリーを蒐集し、保存することを目的としたプロジェクトである。2006年12月に発足され、その成果は書き起し、校正、註釈の末、2009年6月より公式ウェブサイト上で順次公開されている。公益財団法人石橋財団の文化活動分野における寄附助成対象事業である。
アメリカ合衆国のスミソニアン学術協会が1958年から行っているアメリカ美術アーカイヴのオーラル・ヒストリー蒐集活動に影響を受けて、2006年8月頃から美術史家の加治屋健司と池上裕子を中心に構想を練り始め、同年12月、他に住友文彦（キュレーター）、鷲田めるろ（キュレーター）、足立元（美術史家）、栗田大輔（美術批評家）を含めた6人の研究者、学芸員を初期メンバーとして始められた。聞き取り対象者選定などの方針検討ののち、聞き取り事業自体は2007年8月から開始された。設立から2024年3月まで加治屋健司が代表、池上裕子が副代表を務めていたが、同年4月に足立元と中嶋泉が共同代表に就任した。
主に美術家への聞き取りが中心だが、以外にも、批評家、学芸員、ドキュメンタリスト、家族への聞き取りも行われ、他に画廊主、編集者、行政官も含めた幅広く現代美術に関る人物を対象に聞き取りすることが考えられている。また、日本在住以外の日本美術関係者も聞き取り対象である。実際の聞き取りはメンバーがインタヴュアーを務めるが、メンバー以外にもインタヴュイーに詳しい専門家に依頼することもあり、複数人で聞き取りに挑み、多角的に質問ができるようにしている。

## 運営メンバー

### メンバー
- 足立元 - 共同代表
- 中嶋泉 - 共同代表

### チーム
- 粟田大輔
- 池上裕子 - 前副代表
- 伊村靖子
- 加治屋健司 - 前代表
- 鏑木あづさ
- 菊川亜騎
- 辻泰岳
- 野中祐美子
- 細谷修平
- 牧口千夏
- 宮田有香
- 山下晃平

### 在米メンバー
- 手塚美和子
- 富井玲子
- 中森康文
- 由本みどり

### 元メンバー
- 坂上しのぶ
- 鷲田めるろ
- 住友文彦
- 山峰潤也

## インタヴュイー一覧[8]
- 靉嘔 - インタヴュアー：本阿弥清、西川美穂子、加治屋健司
- 荒川修作 - インタヴュアー：由本みどり、富井玲子
- 荒川医 - インタヴュアー：富井玲子、池上裕子
- 有村真鐡 - インタヴュアー：染谷滋、辻瑞生、住友文彦
- 飯田昭二 - インタヴュアー：本阿弥清、加治屋健司
- 池田龍雄 - インタヴュアー：西澤晴美、坂上しのぶ
- 石内都 - インタヴュアー：小勝禮子、中嶋泉
- 和泉達 - インタヴュアー：河合大介、渡辺くらら、宮田有香
- 磯崎新 - インタヴュアー：辻泰岳、中森康文
- 石原友明 - インタヴュアー：池上司、牧口千夏
- 石元泰博 - インタヴュアー：中森康文、鷲田めるろ
- 今泉省彦 - インタヴュアー：宮田徹也、光田由里、足立元
- イチゲフミコ - インタヴュアー：池上裕子、細谷修平
- 岩田信市 - インタヴュアー：細谷修平、黒ダライ児、黒川典是
- 江上茂雄 - インタヴュアー：竹口浩司、池上裕子、池上司
- 榎忠 - インタヴュアー：江上ゆか、池上裕子
- 岡上淑子 - インタヴュアー：池上裕子、影山千夏
- 岡本信治郎 - インタヴュアー：山口啓介、坂上しのぶ
- オチオサム - インタヴュアー：山口洋三
- 加藤アキラ - インタヴュアー：田中龍也、住友文彦
- 加藤好弘 - インタヴュアー：細谷修平、黒ダライ児、黒川典是
- 金澤毅 - インタヴュアー：光山清子、加治屋健司
- 河口龍夫 - インタヴュアー：大谷省吾、牧口千夏
- 川添登 - インタヴュアー：中谷礼仁、鷲田めるろ
- 北山善夫 - インタヴュアー：青木正弘、坂上しのぶ
- 木村重信 - インタヴュアー：富井玲子、池上裕子
- 工藤弘子 - インタヴュアー：島敦彦、池上裕子
- 久保田成子 - インタヴュアー：手塚美和子
- 桑山忠明 - インタヴュアー：富井玲子、池上裕子
- 小島信明 - インタヴュアー：池上裕子
- 斉藤陽子 - インタヴュアー：坂上しのぶ、森下明彦
- 坂根厳夫 - インタヴュアー：辻泰岳、井口壽乃
- 塩見允枝子 - インタヴュアー：小勝禮子、坂上しのぶ
- 篠原有司男 - インタヴュアー：池上裕子、富井玲子
- 篠原乃り子 - インタヴュアー：:池上裕子、富井玲子
- 嶋本昭三 - インタヴュアー：加藤瑞穂、池上裕子
- 清水晃 - インタヴュアー：平野到、宮田有香、鏑木あづさ
- 白川昌生 - インタヴュアー：福住廉、鷲田めるろ
- 白髪一雄 - インタヴュアー：加藤瑞穂、池上裕子
- 杉浦邦恵 - インタヴュアー：富井玲子、池上裕子
- 鈴木昭男 - インタヴュアー：奥村一郎、牧口千夏
- 鈴木慶則 - インタヴュアー：本阿弥清・加治屋健司
- 関根伸夫 - インタヴュアー：梅津元、加治屋健司、鏑木あづさ
- 瀬木慎一 - インタヴュアー：宮田徹也、足立元
- 高崎元尚 - インタヴュアー：中嶋泉、池上裕子
- 高階秀爾 - インタヴュアー:林道郎、池上裕子
- 建畠晢 - インタヴュアー：加治屋健司、池上裕子
- 田名網敬一 - インタヴュアー:池上裕子、宮田有香
- 田部光子 - インタヴュアー：張紋絹、北原恵、小勝禮子、中嶋泉
- 照屋勇賢 - インタヴュアー：手塚美和子、由本みどり
- 刀根康尚 - インタヴュアー：由本みどり、富井玲子
- 東松照明 - インタヴュアー:中森康文、池上裕子
- 堂本尚郎 - インタヴュアー：池上裕子、粟田大輔
- 中川衣子 - インタヴュアー：飯尾由貴子、中川直人、池上裕子
- 中川直人 - インタヴュアー：池上裕子、富井玲子
- 中里斉 - インタヴュアー：富井玲子、池上裕子
- 中島理壽 - インタヴュアー：鏑木あづさ、足立元
- 中村英樹 - インタヴュアー：加治屋健司、高橋綾子、粟田大輔
- 中村宏 - インタヴュアー：鎮西芳美、藤井亜紀、加治屋健司
- 中山正樹 - インタヴュアー：坂上しのぶ、加治屋健司
- 丹羽勝次 - インタヴュアー：本阿弥清・加治屋健司
- 野田正明 - インタヴュアー：池上裕子、富井玲子
- 原広司 - インタヴュアー：辻泰岳、ケン・タダシ・オオシマ
- 針生一郎 - インタヴュアー：建畠晢、加治屋健司
- 林康夫 - インタヴュアー：奥村泰彦、坂上しのぶ
- 彦坂尚嘉 - インタヴュアー：富井玲子、足立元
- 平田実 - インタヴュアー：池上裕子、細谷修平
- 福岡道雄 - インタヴュアー：江上ゆか、鈴木慈子
- 藤枝晃雄 - インタヴュアー：加治屋健司、足立元
- 藤本由紀夫 - インタヴュアー：池上司、鷲田めるろ
- 藤原信 - インタヴュアー：加治屋健司、坂上しのぶ
- 堀川紀夫、前山忠（現代美術家集団GUN） - インタヴュアー：高晟埈、宮田有香
- 松澤美寿津 - インタヴュアー：青木正弘、坂上しのぶ
- 松原光江 - インタヴュアー：原久子、宮田有香
- 松本武 - インタヴュアー：平井章一、池上裕子
- 松本哲夫 - インタヴュアー：齋賀英二郎、辻泰岳
- 水上旬 - インタヴュアー：坂上しのぶ
- 峯村敏明 - インタヴュアー：暮沢剛巳、加治屋健司
- 宮脇愛子 - インタヴュアー：由本みどり、小勝禮子
- 元永定正 - インタヴュアー：加藤瑞穂、池上裕子
- 安永幸一 - インタヴュアー：黒田雷児、中嶋泉
- 山口勝弘 - インタヴュアー：井口壽乃、住友文彦
- 山崎つる子 インタヴュアー：加藤瑞穂、池上裕子
- 横尾忠則 - インタヴュアー：池上裕子
- ヨシダ・ヨシエ - インタヴュアー：光田由里、中嶋泉、足立元
- 李禹煥 - インタヴュアー：中井康之、加治屋健司

## 脚註
1. ↑  加治屋健司 (2010-03-20). “日本美術オーラル・ヒストリー・アーカイヴと美術史料の将来”. あいだ (『あいだ』の会) (170号):  2-10.
2. ↑  池上裕子 (2010-05-29). “「オーラル・アート・ヒストリーの可能性」をふりかえる”. 視覚の現場 (醍醐書房) (5号):  16-17.
3. ↑  前年寄付助成実績 | 寄付助成事業 | 公益財団法人 石橋財団、2017年7月27日閲覧。
4. ↑  北澤憲昭・佐藤道信・森仁史 編『美術の日本近現代史——制度・言説・造型』東京美術、2014年、765頁。
5. ↑  “沿革”. 日本美術オーラル・ヒストリー・アーカイヴ. 2025年5月22日閲覧。
6. ↑  “メディアアートに関するオーラルヒストリーの実践”. メディア芸術カレントコンテンツ. 2025年5月22日閲覧。
7. ↑  Lu Pan, ed (2024). The (Im)possibility of Art Archives: Theories and Experience in/from Asia. Palgrave Macmillan. p. 6
8. ↑  “インタヴュー”. 日本美術オーラル・ヒストリー・アーカイヴ. 2025年5月22日閲覧。

## 外部サイト
- 日本美術オーラル・ヒストリー・アーカイヴ - 公式サイト
- Oral History Archives of Japanese Art, post: notes on art in a global context, The Museum of Modern Art - 団体の紹介と一部インタヴューの英訳
- On the Practice of the Oral History Archives of Japanese Art, Part I, Part II, Part III, Part IV, Asia Art Archive - 団体の紹介と一部インタヴューの英訳